# Miskovics József
Miskovics József (Dócs (Nyitra megye), 1710 körül – Jablonic, 1783. augusztus 8.) bölcseleti doktor, római katolikus plébános.

## Életútja
1729. a bölcseletet hallgatta, Nagyszombatban, ahol 1730-ban magisteri és 1731-ben baccalaureusi fokot nyert; a teológiát is ugyanott 1736-ban végezte és azon év március 12-én grinavi (Pozsony megye), 1737. április 27-én sándorfi (Nyitra megye) plébános lett; 1742. szeptember 22-én Jablonicra (Nyitra megye) helyeztetett át, ahol 41 évvel később meghalt.

## Művei
- Inusitata Caelum iter, et terram lis de animam agente divo Stephano primo Hungariae rege coelo jure aequissimo adjudicata, dum annua ejus memoria in antiquissimo seminario divo eidem sacro recoleretur, oratio panegyrica exhibita… Die 20. Aug. 1731. Tyrnaviae.
- Divus Ivo magnus et judice causidicus in academia soc. Jesu divi Joannis Baptistae basilica, dictione panegyrica celebratus. Dum incl. facultas juridica ejusdem divi tutelaris sui honores annuos, coram senatu populoque academico solenni ritu instauraret… a. reparatae salutis 1733. m. Junio, die 14. Tyrnaviae.